# Jaskinia Wschodnia na Kadzielni
Jaskinia Wschodnia na Kadzielni (Jaskinia Wschodnia) – jaskinia w Górach Świętokrzyskich. Ma trzy otwory wejściowe znajdujące się w środkowej części wschodniej ściany nieczynnych kamieniołomów Kadzielnia w Kielcach, w pobliżu Jaskini pod Łodzikami, na wysokości 269 m n.p.m. Długość jaskini wynosi 80 metrów, a jej deniwelacja 10,5 metrów.

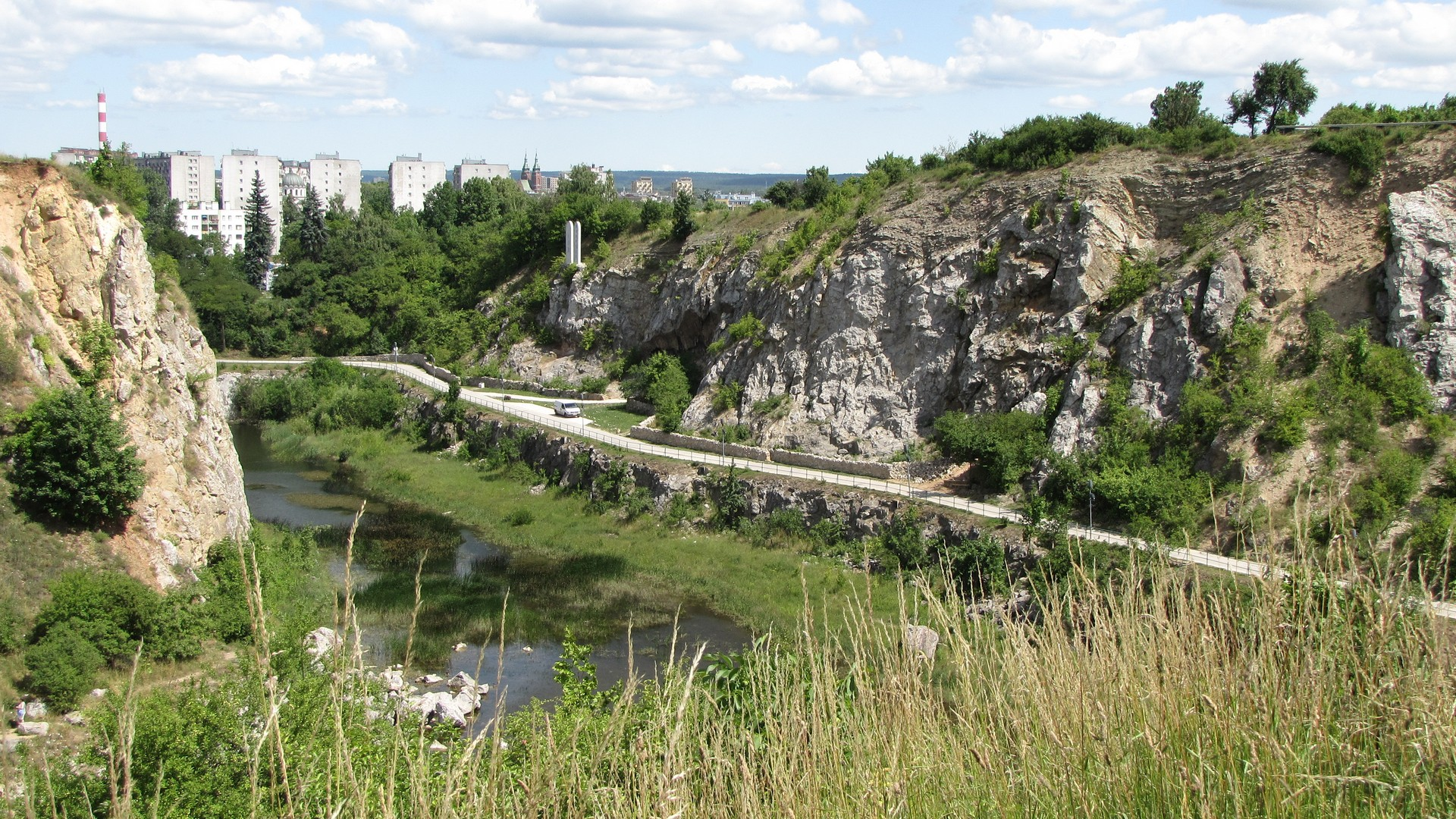
Kadzielnia

## Opis jaskini
Główną częścią jaskini jest duża, o stromym dnie, Sala Pochyła, do której ze sztucznego, największego otworu jaskini można dostać się przez płytką studzienkę. Odchodzą z niej trzy ciągi:
- ciasny korytarzyk prowadzący do małego, drugiego otworu
- szczelina prowadząca do małego, trzeciego otworu
- w górnej części sali zaczyna się pochyły korytarz, który, przez 4-metrową studzienkę, doprowadza do niedużej Sali Krakowskiej. Z niej odchodzi krótki Korytarz Kamienisty[2].

## Przyroda
W jaskini można spotkać polewy naciekowe. Zamieszkują ją nietoperze. Ściany są przeważnie suche, brak jest na nich roślinności.

## Historia odkryć
Jaskinia została odkryta podczas prac w kamieniołomie w latach pięćdziesiątych XX wieku. Pierwszy jej plan i opis sporządził B.W. Wołoszyn w 1961 roku.